# 30 tháng 7
Ngày 30 tháng 7 là ngày thứ 211 (212 trong năm nhuận) trong lịch Gregory. Còn 154 ngày trong năm.

## Sự kiện
- 762 – Khalip Al-Mansur ra lệnh xây dựng thành phố Bagdad để làm thủ đô của Đế quốc Abbas.
- 1402 – Chu Lệ tế Nam giao, lên ngôi hoàng đế triều Minh, tức Minh Thành Tổ.
- 1811 – Lãnh đạo nổi dậy Mexico là Miguel Hidalgo y Costilla bị người Tây Ban Nha hành quyết tại Chihuahua.
- 1883 – Vua Hiệp Hòa được Nguyễn Văn Tường và Tôn Thất Thuyết lập lên ngôi.
- 1912 – Hoàng thái tử Gia Nhân kế vị Thiên hoàng Nhật Bản, tức Thiên hoàng Đại Chính.
- 1930 – Uruguay giành ngôi vô địch tại Giải vô địch bóng đá thế giới (hình) đầu tiên, tổ chức ở thủ đô Montevideo, Uruguay.
- 1945 – Chiến tranh thế giới thứ hai: Tàu ngầm I–58 của Nhật Bản đánh chìm tuần dương hạm USS Indianapolis của Hoa Kỳ, khiến 883 thủy thủ thiệt mạng.
- 1956 – Tổng thống Hoa Kỳ Dwight D. Eisenhower ký thành luật về việc chọn In God we trust làm khẩu hiệu quốc gia.
- 2012 – Sự cố mất điện lớn nhất lịch sử diễn ra tại 22 trong tổng số 28 bang của Ấn Độ.

## Sinh
- 1818 – Emily Jane Brontë, nữ tiểu thuyết gia người Anh (mất 1848).
- 1863 – Henry Ford, Doanh nhân người Mỹ.
- 1917 – Lê Yên, nhạc sĩ tiền chiến Việt Nam (mất 1998)
- 1930 – Giáo sư Cao Xuân Hạo. (mất 2007)
- 1933 – Nhạc sĩ Phạm Mạnh Cương.
- 1945 – Patrick Modiano, nhà văn Pháp đoạt giải Nobel Văn học 2014.
- 1947 – Arnold Schwarzenegger, thống đốc bang California, diễn viên.
- 1966 – Ôn Bích Hà, nữ diễn viên người Hồng Kông.
- 1979 – La Chí Tường, nam diễn viên, ca sĩ Đài Loan.
- 1981 – Phan Anh, người dẫn chương trình người Việt Nam.

## Mất
- 1886 – Nguyễn Văn Tường, đại thần nhà Nguyễn.
- 1898 – Otto von Bismarck, thủ tướng Phổ.
- 1972 – Nguyễn Văn Thạc, liệt sĩ Việt Nam, tác giả nhật kí Mãi mãi tuổi hai mươi.
- 2020 – Lý Đăng Huy, Tổng thống Đài Loan.

## Những ngày lễ và kỷ niệm
- Ngày thế giới phòng chống buôn, bán người (ở Việt Nam là Ngày toàn dân phòng, chống mua bán người)[1].
- Ngày Quốc tế Hữu nghị[2].